# Rachel wychodzi za mąż
Rachel wychodzi za mąż (ang. Rachel Getting Married, 2008) – amerykański melodramat w reżyserii Jonathana Demmego. Obraz otworzył 65. Międzynarodowy Festiwal Filmowy w Wenecji i Festiwal Filmowy w Toronto w 2008 roku.

## Fabuła
Narkomanka Kym (Anne Hathaway), od lat była czarną owcą w dysfunkcyjnej rodzinie. Dostaje przepustkę z kliniki odwykowej, aby być obecną na weselu swojej siostry, Rachel (Rosemarie DeWitt). Jednak podczas przyjęcia, na kilka dni przed weselem, Kym skupia na sobie całą uwagę, obrażając krewnych i wygłaszając skandalizującą mowę podczas obiadu. Jej pojawienie się zakłóca rodzinną sielankę, tłamszone w rodzinie napięcia zaczynają doprowadzać do wrzenia i przypominać o sprawach, o których członkowie rodziny chcieliby zapomnieć.

## Obsada
- Anne Hathaway − Kym
- Rosemarie DeWitt − Rachel
- Debra Winger − Abby
- Mather Zickel − Kieran
- Bill Irwin − Paul
- Anna Deavere Smith − Carol
- Anisa George −	Emma
- Tunde Adebimpe − Sidney
- Jerome Le Page − Andrew
- Sebastian Stan - Walter

## Nagrody
- Oscary 2008:
  - nominacja: najlepsza aktorka pierwszoplanowa − Anne Hathaway
- Złote Globy 2008:
  - nominacja: najlepsza aktorka w filmie dramatycznym − Anne Hathaway
- Nagroda Satelita 2008:
  - najlepsza aktorka drugoplanowa − Rosemarie DeWitt
  - nominacja: najlepsza aktorka w filmie dramatycznym − Anne Hathaway
- Nagroda Gildii Aktorów Filmowych 2008:
  - nominacja: najlepsza aktorka pierwszoplanowa − Anne Hathaway
- Independent Spirit Awards 2008:
  - nominacja: najlepszy film − Neda Armian, Jonathan Demme i Marc E. Platt
  - nominacja: najlepszy reżyser − Jonathan Demme
  - nominacja: najlepsza aktorka pierwszoplanowa − Anne Hathaway
  - nominacja: najlepszy debiutujący scenariusz − Jenny Lumet
  - nominacja: najlepsza aktorka drugoplanowa − Rosemarie DeWitt
  - nominacja: najlepsza aktorka drugoplanowa − Debra Winger